# بيدرو كين موريرا
بيدرو كين موريرا (بالبرتغالية: Pedro Ken‏) (20 مارس 1987 بكوريتيبا في البرازيل - ) هو لاعب كرة قدم برازيلي في مركز الوسط. شارك مع منتخب البرازيل تحت 23 سنة لكرة القدم. أما مع النوادي، فقد لعب مع تيريك غروزني ونادي أفاي لكرة القدم ونادي فاسكو دا غاما ونادي فيتوريا ونادي كروزيرو ونادي كوريتيبا.

## روابط خارجية
- بيدرو كين موريرا على موقع قاعدة بيانات كرة القدم.إي يو (الإنجليزية)
- بيدرو كين موريرا على موقع Soccerway.com (الإنجليزية)
- بيدرو كين موريرا على موقع عالم كرة القدم.نت (الإنجليزية)